# Ghazi 1. af Irak
Ghazi bin Faisal (21. marts 1912 i Mekka - 4. april 1939 i Baghdad) var konge af Irak fra 1933 til 1939.
Ghazi var søn af kong Faisal 1. af Irak og blev konge ved faderens død i 1933. Han omkom i en bilulykke, da hans søn Faisal kun var tre år gammel, så hans fætter Abd al-Ilah blev regent af Irak indtil 1953.